# إدي هيرلي
إدي هيرلي (بالإنجليزية: Eddie Hurley)‏ هو حكم كرة قاعدة ‏ أمريكي، ولد في 20 سبتمبر 1908 في هوليوك في الولايات المتحدة، وتوفي في 12 نوفمبر 1969 في بوسطن في الولايات المتحدة.